# Na Kráľovej holi
Na Kráľovej holi je slovenská lidová píseň z oblasti Horehronia. Známou se stala zejména díky filmu Zem spieva (1933) od Karola Plicku. V původní verzi textu je v první sloce vrch nakloněn do šumiackej země. Změněný text se poprvé objevil právě ve filmu Zem spieva. 
Podle legendy text napsal šumiacký voják bojující na ruské frontě, který byl postřelen a uvědomoval si, že se už domů pravděpodobně nedostane. 
Podle jiného výkladu je to píseň odsouzence před popravou. Strom s nakloněným vrchem je šibenice. 

## Text
1.
[:Na Kráľovej holi stojí strom zelený.:]
[:Vrch má naklonený, vrch má naklonený,
vrch má naklonený k tej Slovenskej zemi.:]
2.
[:Odkážte, odpíšte tej mojej materi,:]
[:že mi svadba stojí, že mi svadba stojí,
že mi svadba stojí na Kráľovej holi.:]
3.
[:Odkážte, odpíšte mojim kamarátom,:]
[:že už viac nepôjdem, že už viac nepôjdem,
že už viac nepôjdem na fraj za dievčaťom.:]
4.
[:Na nebi hviezdičky sú moje družičky:]
[:a guľa z kanóna, a guľa z kanóna,
a guľa z kanóna, to je moja žena.:]
Pozn.: V originálním textu je druhá sloka třetí.
Nepoužívaná původní druhá sloka:
[:Stojí mi tam stojí, smutná neveselá,:]
[:šibenička moja, šibenička moja,
šibenička moja z kresaného dreva.:]